# Pierre-Henry
Pour les articles homonymes, voir Henry et Pierre Henry (homonymie).
 (avril 2013).
Si vous disposez d'ouvrages ou d'articles de référence ou si vous connaissez des sites web de qualité traitant du thème abordé ici, merci de compléter l'article en donnant les références utiles à sa vérifiabilité et en les liant à la section « Notes et références ».
Pierre-Henry, né le 17 mai 1924 dans le 2e arrondissement de Paris et mort le 10 novembre 2015 à Boulogne-Billancourt est un peintre figuratif France. Pierre-Henry est sociétaire des grands Salons à Paris et vice-président de la Société Nationale des Beaux-Arts.

## Biographie

### Enfance
Dans la boulangerie de son père Clément Henry, située rue Saint-Denis à Paris, Pierre-Henry avait pris l'habitude de dessiner. Remarqué par le peintre Martin Roch qui lui fit rencontrer André Marchand, Gertrude Stein et l'écrivain Blaise Cendrars, cela lui donna envie d'étudier la peinture, l'art de la fresque et la gravure.

### Études
Pierre-Henry suit les cours de l'École nationale supérieure des beaux-arts de Paris et étudie la peinture à l'atelier de Poujon qui, nommé directeur de la Casa de Velázquez[réf. nécessaire], laissera l’atelier à Jean Dupas (fresque et gravure).

### Amitiés
Il était notamment l'ami des peintres Maurice Boitel, Daniel du Janerand, Jean-Pierre Alaux, et André Sablé, de la Jeune peinture de la Nouvelle école de Paris.

## Thèmes
Ses thèmes de prédilection sont l'amour, la guerre, le temps, la vie, la mort constamment mêlées comme il l'indique sur son site officiel, le destin, ainsi que les natures mortes. Ses œuvres sont en général très colorées. Il est réputé être l'un de chefs de file de l'école figurative contemporaine. Patrice de La Perrière du magazine Univers des Arts, l'a défini comme  un artiste qui  pose «un regard habillé d'inventions poétiques».

## Œuvres
De nombreuses collections privées du monde entier accueillent des œuvres de Pierre-Henry, ainsi que le musée d'art moderne de Paris, le musée Toulouse-Lautrec, le musée d’Annecy, l’Hôtel d'Aumont, le Palais de l'Élysée, l’école des Douanes de Neuilly, la fondation Fleichman, l’ambassade de France à Pretoria, le musée de Boston, le musée Paul Valéry de Sète, l’hôtel de Région à Montpellier, et une importante donation de Josette Henry au Musée d'art sacré du Gard, à Pont-Saint-Esprit.
Parmi ses œuvres, on peut citer L'éternel prisonnier (1949), Portrait du Dr Albert Schweitzer (1956), La Femme aux Soleils, Les Amoureux (1963), La mort (1963), La belle endormie (1965), L'homme prisonnier de la guerre (hommage à Félicien Challaye mort en avril 1967), La Cévenne (1968), Les jeux ne sont pas faits, Terre des hommes (1975), Tournesols, Les bienfaits de l'eau (1976), Bouquet(s), La fête des fleurs (1977), Le bonheur de ce monde (1980), L'éveil du printemps (1982), Le fil de la vie (2004), Portrait de Carlina.

## Prix
Il a obtenu de nombreux prix dont le prix Pierre Puvis de Chavannes attribué par la Société nationale des beaux-arts.
Détail de ses prix :
- 1947 - Logiste pour le grand prix de Rome.
- 1949 - Un prix Hallmark lui permet de découvrir l'Italie
- 1955 - Prix de la Jeune Peinture Drouant-David
- 1956 - Portrait du Dr Albert Schweitzer pour les Peintres Témoins de leur Temps, musée Galliera
- 1968 - Prix Puvis de Chavannes
- 1970 - Grand Prix des Peintres Témoins de leur Temps, musée Galliera
- 1980 - Prix international du Gemmail
- 1983 - Grand Prix de l'Orangerie de Versailles

Il crée les personnages d'un film de marionnettes, Moïse, primé à la première biennale de Venise.

## Expositions
Sa première exposition, à la Galerie Saint Placide à Paris, date de 1950. Il expose notamment au Salon "Comparaisons" (groupe de Jean-Pierre Alaux), au Salon des indépendants, au Salon de la Société nationale des Beaux-Arts, au Salon d'automne.
Ses autres expositions :
- 1968 - Rétrospective au musée d'art moderne de la ville de Paris
- 1987 - Exposition rétrospective, musée de Lons-le-Saunier
- 1989 - Exposition rétrospective, musée Paul Valéry à Sète
- 1989 - Hommage décerné par le Salon d'automne, Grand Palais, Paris
- 1990 - Invité d'honneur du Salon de l'air et de l'espace, musée des Jacobins, Toulouse
- 1993 - Exposition rétrospective, musée du Gemmail, Tours
- 1995 - Exposition au château-musée de Gaasbeek (Belgique)
- 1995 - Hommage au Salon du dessin, Espace Branly, Paris
- 1996 - Exposition rétrospective, musée du Colombier, Alès
- 2003 - Musée Haus Ludwig, Sarrelouis (Allemagne)
- 2005 - Exposition rétrospective, aux Moulins albigeois, Albi
- 2009 - Exposition salle Marcel Pagnol, à la Grand'Combe
- 2012 - Exposition au Musée Albert-André de Bagnols-sur-Cèze[7],[8].
- 2015 - Exposition au Château de Vascoeuil
- 2017 - Exposition au Musée d'art sacré du Gard, à Pont-Saint-Esprit[5]

Pierre-Henry est également exposé à la Galerie Henot à Enghien le bains.

## Presse et médias
Monographies
- 1973 - Livre préfacé par Bernard Clavel édité par les Arts graphiques d'Aquitaine,
- 1987 - Plaquette, L'Univers de Pierre Henry, Ed. Terre des Peintres
- 2017 - Pierre Henry, Hommage, catalogue du  Musée d'art sacré du Gard, édité par le département du Gard[5]

Télévision
- 1961 - Actualités Pathé
- 1962 - Reportages d'Adam Saulnier
- 1966 - Reportage d’Adam Saulnier
- 1962 - Micheline Sandrel (1962, 1968, 1983)
- 1995 - Télévision flamande
- 1990 - Deux courts métrages ont été réalisés sur son œuvre, Films La Moricière

Radio
- Émissions de Georges-Armand Masson, André Parinaud.